# Matěj Hadaš
Matěj Hadaš (25 novembre 2003) è un calciatore ceco, difensore del Sigma Olomouc.

## Carriera

### Club
Cresciuto nel settore giovanile del Sigma Olomouc, ha debuttato in prima squadra il 29 maggio 2021, nell'ultima giornata di prima divisione ceca vinta 2-1 contro lo Slovan Liberec. A partire dalla stagione 2024-2025 è stato stabilmente promosso in prima squadra, dove ha conquistato un posto da titolare sulla fascia destra.

### Nazionale
Ha giocato con le nazionali giovanili ceche Under-16, Under-17, Under-19, Under-20 ed Under-21.

## Statistiche

### Presenze e reti nei club
Statistiche aggiornate al 7 giugno 2025.
| Stagione        | Squadra         | Campionato      | Campionato | Campionato | Coppe nazionali | Coppe nazionali | Coppe nazionali | Coppe continentali | Coppe continentali | Coppe continentali | Altre coppe | Altre coppe | Altre coppe | Totale | Totale | Totale |
| Stagione        | Squadra         | Comp            | Pres       | Reti       | Comp            | Pres            | Reti            | Comp               | Pres               | Reti               | Comp        | Pres        | Reti        | Pres   | Reti   |        |
| --------------- | --------------- | --------------- | ---------- | ---------- | --------------- | --------------- | --------------- | ------------------ | ------------------ | ------------------ | ----------- | ----------- | ----------- | ------ | ------ | ------ |
| 2021-2022       | Sigma Olomouc B | MSFL            | 17         | 1          | -               | -               | -               | -                  | -                  | -                  | -           | -           | -           | 17     | 1      |        |
| 2022-2023       | Sigma Olomouc B | FNL             | 23         | 2          | -               | -               | -               | -                  | -                  | -                  | -           | -           | -           | 23     | 2      |        |
| 2023-2024       | Sigma Olomouc B | FNL             | 19         | 2          | -               | -               | -               | -                  | -                  | -                  | -           | -           | -           | 19     | 2      |        |
| mag.2021        | Sigma Olomouc   | 1L              | 1          | 0          | CRC             | 0               | 0               | -                  | -                  | -                  | -           | -           | -           | 1      | 0      |        |
| 2021-2022       | Sigma Olomouc   | 1L              | 6          | 0          | CRC             | 1               | 0               | -                  | -                  | -                  | -           | -           | -           | 7      | 0      |        |
| 2022-2023       | Sigma Olomouc   | 1L              | 0          | 0          | CRC             | 1               | 0               | -                  | -                  | -                  | -           | -           | -           | 1      | 0      |        |
| 2023-2024       | Sigma Olomouc   | 1L              | 1          | 0          | CRC             | 0               | 0               | -                  | -                  | -                  | -           | -           | -           | 1      | 0      |        |
| 2024-2025       | Sigma Olomouc   | 1L              | 32         | 0          | CRC             | 4               | 0               | -                  | -                  | -                  | -           | -           | -           | 36     | 0      |        |
| Totale carriera | Totale carriera | Totale carriera | 99         | 5          |                 | 6               | 0               |                    | -                  | -                  |             | -           | -           | 105    | 5      |        |